# Curvolaimus uteratus
Curvolaimus uteratus är en rundmaskart som beskrevs av Viutiello 1970. Curvolaimus uteratus ingår i släktet Curvolaimus och familjen Oncholaimidae. Inga underarter finns listade i Catalogue of Life.